# リ・バース60
リ・バース60とは、住宅金融支援機構の住宅融資保険を利用して民間金融機関が提供するリバースモーゲージ型の住宅ローンである。60は、この融資が利用可能なのは原則60歳以上であることから名づけられている。

## 概要
60歳以上（50歳から利用可能であるが、融資条件が不利になる）の人が利用可能で、あくまで住宅ローンであるため、融資目的は以下に限られる。投資目的には利用できない。
- 自らが居住する住宅の購入
- 保有する住宅の補修。補修後、定期借家で賃貸に出してもよい
- サービス付き高齢者向け住宅へ住み替えるときの入居一時金。この時、担保になる元の家は3年以内の定期借家条件で賃貸に出すことや親族への使用貸借ができる。
- 住宅ローンの借り換え
- 親世帯の保有する物件を担保にした子世帯の住む住宅の購入

債務者が保有する住宅を担保とし、配偶者がいる場合は配偶者を連帯債務者として融資が行われ、残りの一生は利子のみを支払う。そして、債務者が死亡した後、その保有する住宅を売却する、もしくは相続者が元本を支払うことによって融資を一括返済する。連帯債務者がいる場合は契約を引き継ぎ、利子のみを払い続けることで、住み続けることが可能となる。一般的にリバースモーゲージは担保としてマンションは利用できないことが多いが、リ・バース60を利用したローン商品では利用可能である。
ノンリコース型の契約が利用可能で、この場合融資償還時、売却額が元本を下回った場合でも相続者に残債が残らない。その代わり、金利が上乗せになる。
他に、提供する金融機関によって物件の所在地による制限などがある。
基本的に、債務者が死亡した際に担保を売却して返済することが想定されているため通常の住宅ローンと違い、団体信用生命保険に加入することはできない。